# Sirkap
Sirkap (urdujsko in pandžabsko سرکپ) je ime arheološkega najdišča na bregu nasproti mesta Taxila v Pandžabu v Pakistanu.
Mesto Sirkap je zgradil grško-baktrijski kralj Demetrij I. Baktrijski, potem ko je okoli leta 180 pr. n. št. vdrl v današnji Pakistan. Demetrij je ustanovil indo-grško kraljestvo, ki naj bi trajalo okoli leta 10 pr. n. št. Sirkap naj bi prav tako obnovil kralj Menander I.

## Arheološka izkopavanja
Izkopavanja starega mesta je pod nadzorom sira Johna Marshalla izvedel Hergrew v letih 1912–1930. Leta 1944 in 1945 so Mortimer Wheeler in njegovi kolegi izkopali nadaljnje dele. Večina odkritij v Sirkapu se nanaša na indo-skitsko in indo-partsko obdobje (1.-2. stoletje n. št.). Na splošno so bila izkopavanja do grške ravni zelo omejena in verjetno je veliko ostalo skritega pod zemljo: v Sirkapu je bila le približno ena osmina izkopavanj opravljena do indo-grške in zgodnje indo-skitske ravni, in to le na območju daleč oddaljeno od središča starodavnega mesta, kjer bi lahko pričakovali malo odkritij.

## Grško mesto
Mesto Sirkap je bilo zgrajeno po Hipodamovem mrežnem načrtu, značilnem za grška mesta. Organiziran je okoli ene glavne avenije in petnajstih pravokotnih ulic, ki pokrivajo površino okoli 1200 krat 400 metrov, z obdajajočim zidom, širokim 5–7 metrov in 4,8 kilometra dolgim. Ruševine so grškega značaja, podobne tistim v Olintu v Grški Makedoniji.
Najdeni so bili številni helenistični artefakti, zlasti kovanci grško-baktrijskih kraljev in kamnite palete, ki predstavljajo grške mitološke prizore. Nekateri od njih so povsem helenistični, drugi kažejo na razvoj grško-baktrijskih slogov, najdenih v Ai-Khanoumu, proti bolj indijskim slogom. Na primer, dodatke, kot so indijske zapestnice za gležnje, je mogoče najti na nekaterih upodobitvah grških mitoloških figur, kot je Artemida.
Potem ko so mesto zgradili Grki, je bilo nadalje obnovljeno med vdori Indo-Skitov, kasneje pa Indo-Partov po potresu leta 30 našega štetja. Gondofar, prvi kralj indo-partskega kraljestva, je zgradil dele mesta, vključno s stupo dvoglavega orla in templjem boga sonca. Mesto so zavzeli kušanski kralji, ki so ga zapustili in zgradili novo mesto v Sirsukhu, približno 1,5 km severovzhodno.
- Grško-baktrijski kralj Demetrij (vladal ok. 200–180 pr. n. št.), ustanovitelj Sirkapa
- Nereida, ki jaha morsko pošast Ketos, kamnita paleta, Sirkap, 2. stoletje pr. n. št.
- Harpokrat, pozno helenistično obdobje, Sirkap
- Dionizova glava, Sirkap
- Dioniz, Sirkap
- Kip helenističnega para, Sirkap

## Verski objekti
Budistične stupe z močnimi helenističnimi okrasnimi elementi je mogoče najti po celotnem najdišču Sirkap (Stupa dveh orlov kaže na tesno interakcijo verskih kultur. Grški verski tempelj jonskega reda je viden tudi na bližnjem mestu Džandial (650 metrov od Sirkapa), vendar obstaja možnost, da je bil posvečen zaratustrskemu kultu. Najdena je bila tudi budistična boginja Hariti s helenističnim okrasjem.
Najdišče Sirkap priča o gradbeni dejavnosti Indo-Grkov med njihovo zasedbo indijskega ozemlja, ki je trajala skoraj dve stoletji, pa tudi o njihovi integraciji drugih ver, zlasti budizma.

### Okrogla stupa
Ena okrogla stupa je prisotna na Sirkapu. Je ena najstarejših stup na Indijski podcelini. Predvideva se, da je to stupo izruval in vrgel na današnjo lokacijo močan potres v 1. stoletju našega štetja. Ko je bila pozneje zgrajena na novem mestu, so stupo ohranili tako, da so okoli nje zgradili zaščitno obzidje.

### Apsidalni tempelj
Stavba, ki je znana kot Apsidalni tempelj, je največje svetišče Sirkapa, meri približno 70 krat 40 metrov (primer: Partenon v Atenah meri 70 krat 31 metrov). Apsidalni tempelj je sestavljen iz kvadratne ladje z več sobami, ki so jih uporabljali budistični menihi in krožne sobe, ki daje stavbi apsidno obliko. Po potresu, ki je uničil mesto leta 30 n. št. je bilo budistično svetišče zgrajeno na prostornem dvorišču. Okrogli del je bil verjetno uporabljen za majhno stupo, vendar od njega ni ostalo nobenih sledi. Nekatere rezbarije je verjetno naredil umetnik iz Grčije.

### Stupa dvoglavega orla
Posebna stupa na Sirkapu je tako imenovana Stupa dvoglavega orla. Pilastri so grškega oblikovanja, korintski stebri. V srednjem loku je prikazan grški tempelj; v zunanji strani je mogoče videti svetišče hindujskega oblikovanja. Na vrhu teh svetišč sedi dvoglavi orel, iz katerega izhaja ime stupe. Ta motiv je milo rečeno nenavaden, saj je izvorno babilonski. Zdi se, da se je razširil na Skitijo, v Pandžab pa so ga uvedli vladarji Sake.

## Obisk Apolonija iz Tiane
Grški filozof Apolonij iz Tyane je povezan z obiskom starodavne Indije, natančneje mesta Taxila v 1. stoletju našega štetja. Opisuje konstrukcije grškega tipa, pri čemer se verjetno nanaša na Sirkapa:
»Taxila, pravijo nam, je približno tako velika kot Ninive in je bila utrjena dokaj dobro po vzoru grških mest.«
»Opisal sem že, kako je mesto obzidano, vendar pravijo, da je bilo razdeljeno na ozke ulice na enak nepravilen način kot v Atenah in da so bile hiše zgrajene tako, da če jih pogledate od zunaj so imele samo eno nadstropje, medtem ko ste šli v eno od njih, ste takoj našli podzemne komore, ki segajo tako daleč pod nivo zemlje, kot so komore zgoraj.«

## Galerija
- Vodnjak pri Sirkapu
- Džainistični tempelj v Sirkapu
- Možna džain stupa[4]
- Apsidalni tempelj v Sirkapu
- Ulice mesta Sirkap
- Stupa iz 1. stoletja pr. n. št.